# Mysterious Island (1961)
Mysterious Island is een Amerikaanse film uit 1961, gebaseerd op het boek Het geheimzinnige eiland (L'Île mystérieuse) van Jules Verne. Charles Schneer en Ray Harryhausen produceerde haar, Cy Endfield voerde de regie.

## Verhaal
Tijdens de Amerikaanse Burgeroorlog ontsnapt een groep mensen uit een gevangenenkamp in een luchtballon. Een harde wind blaast hen richting zee. De ballon stort neer en de groep spoelt aan op een afgelegen eiland.
Dit eiland blijkt vergeven te zijn van de kolossale dieren en planten. Later in de film wordt duidelijk dat deze dieren het resultaat zijn van experimenten gedaan door de dood gewaande kapitein Nemo. Nemo helpt in het geheim de schipbreukelingen, terwijl ze proberen te overleven op het eiland.
Na een gevecht met piraten verlaat de groep het eiland in het piratenschip.

## Cast
| Acteur         | Personage              |
| -------------- | ---------------------- |
| Michael Craig  | Kapitein Cyrus Harding |
| Joan Greenwood | Lady Mary Fairchild    |
| Michael Callan | Herbert Brown          |
| Gary Merrill   | Gideon Spilitt         |
| Herbert Lom    | Kapitein Nemo          |
| Beth Rogan     | Elena Fairchild        |
| Percy Herbert  | Sergeant Pencroft      |
| Dan Jackson    | Korporaal Neb Nugent   |

## Achtergrond
De film werd opgenomen in Shepperton Studios (Shepperton, Engeland). De dieren werden neergezet middels stop-motion, uitgevoerd door Ray Harryhausen. Onder de dieren bevinden zich een enorme krab, een enorme prehistorische loopvogel, enorme bijen en een grote inktvis. Geen van deze dieren kwam voor in het boek.